# Емили Бек Когбърн
Емили Бек Когбърн (на английски: Emily Beck Cogburn) е американска писателка на произведения в жанра съвременен роман.

## Биография и творчество
Емили Бек Когбърн е родена през 1975 г. в Минесота, САЩ. Получава бакалавърска степен по философия от университета на Минесота, магистърска степен по философия от държавния университет на Охайо, и магистърска степен по библиотечна и информационна наука от университета на Луизиана. След дипломирането си работи като журналист и фитнес инструктор на свободна практика.
През 1999 г. се премества със съпруга си Джон Когбърн в Луизиана, където той работи във факултета по философия на университета. Там в продължение на години се опитва да пише първоначално кратки разкази, а после роман. Получава стотици откази за публикация преди да се обърне към литературен агент.
Първият ѝ роман „Луизиана спасява библиотеката“ е публикуван през 2016 г. Главната героиня Луизиана Ричардсън, самотна майка с две деца, заедно с приятелката си Силвия започват работа в библиотеката на малко градче. Работа им обаче е заплашена от намеренията на бъдещата кметица г-жа Гъндерсън, която има лични причини да закрие бибилиотеката. Двете започват борба за спасяването ѝ чрез създаване на литературен клуб, курсове по зумба танци и готварство и други инициативи за привличане на местната общност. Със спасяването на библиотеката се опитва да спаси и собствения си разбит живот.
Емили Бек Когбърн живее със семейството си в Батън Руж, Луизиана.

## Произведения

### Самостоятелни романи
- Louisiana Saves the Library (2016)
Луизиана спасява библиотеката, изд.: „Сиела“, София (2017), прев. Емануил Томов
- Ava's Place (2017)